# Акатизия
Акатизи́я (от др.-греч. ἀ- /a-/ — «не» и καθίζειν /kathízein/ — «сидеть») — клинический синдром, характеризующийся постоянным или периодически возникающим неприятным чувством внутреннего двигательного беспокойства, внутренней потребности двигаться или менять позу,  и проявляющийся в неспособности больного долго сидеть спокойно в одной позе или долго оставаться без движения. В просторечии как синоним термина «акатизия» пациенты используют также слово «неусидчивость», «неусидка».
Наиболее частой причиной акатизии являются побочные эффекты лекарственных препаратов, прежде всего традиционных нейролептиков («типичных антипсихотиков») и, в меньшей степени, атипичных. Реже акатизия возникает при применении антидепрессантов (прежде всего групп СИОЗС и СИОЗСиН) и психостимуляторов. Иногда она может быть вызвана болезнью Паркинсона или являться частью клинической картины паркинсонизма и других подобных синдромов. Кроме того, акатизия является частым, почти постоянным симптомом при опиатном, реже алкогольном, бензодиазепиновом или барбитуратном абстинентном синдроме; она может возникать у кокаиновых наркоманов на фоне интоксикации кокаином и даже при посленаркозном пробуждении у здоровых лиц. Может наблюдаться акатизия и при резкой отмене нейролептиков или антидепрессантов (так называемая «акатизия отмены», withdrawal akathisia).
Термин был введён чешским психиатром Ладиславом Гашковецом (чеш. Ladislav Haškovec, 1866—1944) в 1901 году, задолго до появления нейролептиков. После введения в клиническую практику нейролептиков встречаемость акатизии значительно увеличилась. По данным на 1992 год, акатизия встречалась в 30% случаев приёма антипсихотических средств. Часто она сочетается с депрессией.
Хотя акатизия может сочетаться с другими экстрапирамидными побочными эффектами нейролептиков, во многих случаях она возникает изолированно.

## Причины
Чаще всего акатизия является побочным эффектом антипсихотических лекарств (риск акатизии существует при применении практически любого антипсихотика), но может иметь и другие причины. Акатизию могут вызывать:
- неседативные типичные антипсихотики[11], такие как галоперидол, дроперидол, пимозид, трифлуоперазин;
- так называемые «атипичные» антипсихотики[3] (значительно реже): склонность вызывать экстрапирамидные побочные явления, и в частности акатизию, у них ниже, чем у типичных нейролептиков, в связи с выраженной блокадой серотониновых 5-HT2-рецепторов (как у рисперидона, оланзапина, кветиапина), что усиливает дофаминергическую передачу в нигростриарной системе и контрбалансирует блокаду дофаминовых D2-рецепторов, или в связи с наличием у препарата встроенной дофаминергической агонистической активности (как у арипипразола);
- седативные типичные антипсихотики (также реже по сравнению с неседативными), например зуклопентиксол или хлорпромазин, у которых склонность вызывать акатизию уменьшается вследствие наличия у препарата холинолитической (антихолинергической) и антигистаминной активности;
- селективные ингибиторы обратного захвата серотонина (СИОЗС), прежде всего флуоксетин[7][12], пароксетин[13]. Акатизия (наряду с первоначальным обострением тревоги, бессонницы и наряду с тем фактом, что самочувствие и уровень энергии у пациентов, получающих антидепрессанты, обычно нормализуется раньше, чем исчезают тоска, подавленное настроение и суицидальные мысли) является одним из возможных механизмов, приводящих к повышению суицидального риска, риска проявлений агрессивности или опасных импульсивных поступков у пациентов, получающих СИОЗС[12];
- реже — другие антидепрессанты. Акатизия может быть связана с назначением практически любых антидепрессантов; в частности, описана акатизия при назначении ТЦА, СИОЗСиН, ИМАО, миртазапина, миансерина, тразодона, агомелатина[3];
- противорвотные лекарства, прежде всего D2-блокаторы, такие как метоклопрамид[14], прометазин, тиэтилперазин, домперидон[3];
- резерпин[7], тетрабеназин, метилдопа[3];
- леводопа и агонисты дофаминовых рецепторов[3][15] (бромокриптин, перголид, прамипексол), обладающие «продофаминергическим» действием глюкокортикоиды, тиреоидные гормоны, психостимуляторы, опиоиды (в частности, петидин)[3];
- препараты лития[3][7];
- изредка — противосудорожные препараты (вальпроаты, карбамазепин)[3];
- бензодиазепины (альпразолам, лоразепам)[7];
- антагонисты кальция[3][15], в частности циннаризин, флунаризин, реже — дилтиазем, верапамил, дигидропиридины[3];
- антисеротониновые средства (метисергид, ондансетрон)[7];
- антигистаминные препараты, например дифенгидрамин, клемастин, хлоропирамин, доксиламин, гидроксизин, хлорфенирамина малеат и содержащие его противопростудные смеси[3];
- непсихотропные препараты: интерфероны, антибиотики группы макролидов (в частности, азитромицин, кларитромицин), антибиотики группы фторхинолонов, противотуберкулёзные препараты циклосерин и изониазид, противовирусный препарат фоскарнет, противомалярийные препараты (например, мефлохин), ингибиторы протонной помпы, сибутрамин, некоторые антиаритмики (амиодарон, новокаин и новокаинамид, априндин, этафенон, папаверин, пропиверин, пентоксиверин, оксобутинин), суматриптан[3].

Кроме того, причинами могут быть:
- приём наркотиков, в частности ГОМК, амфетамина, метамфетамина, кокаина, «солей для ванн» (метилендиоксипировалерона и его аналогов), «экстази» (МДМА), «спайса» (синтетических каннабиноидов) и др.[3];
- опиатная, алкогольная, бензодиазепиновая, барбитуратная или никотиновая абстиненция[3];
- внезапное прекращение приёма бензодиазепинов[7].

Акатизией Бинга — Секара называют акатизию, спонтанно возникающую в отсутствие какого-либо лекарственного воздействия при неврологических заболеваниях, проявляющихся паркинсоническим синдромом и другими экстрапирамидными нарушениями (болезнь Паркинсона, постэнцефалитический, посттравматический или постинсультный паркинсонизм и др.).
Акатизия также может спонтанно, при отсутствии какого-либо лекарственного воздействия возникать при других неврологических заболеваниях, не ассоциированных с паркинсоническим синдромом или экстрапирамидными нарушениями — например, при черепно-мозговых травмах, инсультах. Такую акатизию не относят к акатизии Бинга — Секара.
Описана также акатизия при пробуждении после общей анестезии у психически и неврологически здоровых лиц, не получавших препаратов, способных её вызвать, в том числе акатизия после ЭСТ.
Спонтанной акатизией называется акатизия, возникающая в отсутствие лекарственного воздействия при психических (а не неврологических) заболеваниях. Например, описано развитие спонтанной акатизии при шизофрении, при аффективных расстройствах, а изначально описавший акатизию Ладислав Гасковец указал, что она может возникать как компонент сильной тревоги при тревожных, истерических и конверсионных расстройствах.
Выраженная акатизия описана и у больных с гипоксическим поражением базальных ганглиев, возникшим вследствие отравления угарным газом.

## Факторы риска при терапии антипсихотиками
- Генетическая предрасположенность к акатизии;
- лечение антипсихотиком или антидепрессантом, обладающим высоким потенциалом развития этого осложнения;
- комбинированная психофармакотерапия (например, сочетание двух или более антипсихотиков, антипсихотика с антидепрессантом, обладающим высоким потенциалом развития акатизии, антипсихотика и лития и др.);
- высокая доза лекарственного препарата или её быстрое наращивание;
- наличие черепно-мозговых травм или других органических поражений ЦНС в анамнезе, особенно при повреждении префронтальной коры;
- наличие онкологического заболевания;
- дефицит железа или магния;
- деменция;
- беременность (вероятно, как одна из причин дефицита железа);
- пожилой и старческий или, напротив, детский и подростковый возраст;
- аффективные или тревожные расстройства, а среди лиц с шизофренией более предрасположены пациенты, имеющие изначально высокий удельный вес негативной и/или аффективной, а также когнитивной симптоматики;
- неврологические и экстрапирамидные нарушения до терапии антипсихотиками.

Низкопотентные типичные антипсихотики, обладающие выраженным седативным эффектом, сильными антисеротониновыми, М-холинолитическими, α-адреноблокирующими, H1-гистаминоблокирующими свойствами, такие как хлорпротиксен или тиоридазин, реже вызывают акатизию, чем высокопотентные типичные антипсихотики, неседативные или со слабо выраженным седативным эффектом, блокирующие главным образом D2-дофаминовые рецепторы, такие как галоперидол.
Среди атипичных антипсихотиков акатизию наиболее часто вызывает рисперидон (с частотой от 7% до 50%) и арипипразол (с частотой от 23% до 42%). Существенно ниже, чем у рисперидона и арипипразола, частота развития акатизии при терапии такими атипичными антипсихотиками, как зипрасидон, оланзапин (от 3% до 16%), азенапин, луразидон, амисульприд, сульпирид. Самая низкая частота развития акатизии среди всех атипичных антипсихотиков, по-видимому, характерна для кветиапина (от 2% до 13%) и илоперидона. Данные относительно частоты развития акатизии при приёме клозапина противоречивы: в одних источниках отмечается, что клозапин имеет наиболее низкий риск развития акатизии, в других — что акатизия встречается при его приёме с частотой от 15% до 31%, в третьих — что она встречается с частотой, сопоставимой с частотой развития акатизии при терапии типичными антипсихотиками (39% — при терапии клозапином, 45% — при терапии типичными нейролептиками).

## Патогенез
Патогенез акатизии неизвестен, однако предположительно он связан с нарушением функционирования дофаминергических мезокортикальных путей, иннервирующих лобную и поясную кору, мезолимбических и/или нигростриарных. Возможно, по этой причине акатизия, в отличие от других экстрапирамидных побочных эффектов, нередко возникает и при приёме атипичного нейролептика клозапина, преимущественно действующего на D4-рецепторы в коре и лимбической системе.
Однако последние исследования указывают на то, что патогенез акатизии, по-видимому, более сложен и не сводится лишь к нарушениям в дофаминергической системе и что в развитии акатизии играют роль нарушения и в других моноаминергических системах (серотониновой, норадренергической), в опиоидной, NMDA- и ГАМК-системах, в нейрокининовых системах, а также оксидативный стресс в нейронах.
Было предложено и другое объяснение механизма возникновения акатизии, согласно которому генерализованное снижение дофаминергической активности в ЦНС, вызываемое, в частности, применением антипсихотиков или антидепрессантов группы СИОЗС либо наблюдаемое при болезни Паркинсона, может приводить к включению компенсаторных механизмов, одним из которых является также генерализованное увеличение норадренергической активности в ЦНС, исходящей из голубоватого пятна. Так как норадренергические аксоны, исходящие из голубоватого пятна, иннервируют в большей степени оболочку прилежащего ядра (nucleus accumbens), чем его тело, этот дисбаланс норадренергической иннервации в прилежащем ядре, собственно, и вызывает развитие дисфорических ощущений, тревоги и характерного для акатизии двигательного беспокойства, потребности в движениях. А далее нисходящие норадренергические импульсы из ЦНС приводят к увеличению секреции адреналина мозговым слоем надпочечников и к развитию акатизии, возбуждения и тревоги. Эта теория хорошо объясняет и эффективность при лечении акатизии таких прямо или косвенно антиадренергических препаратов, как бета-блокаторы, клонидин, бензодиазепины или опиоиды, и тот факт, что акатизия возникает далеко не у всех пациентов, принимающих типичные антипсихотики, даже при наличии у многих из них явных симптомов нигростриарной D2-блокады (лекарственного паркинсонизма): по-видимому, у этих пациентов просто не развивается компенсаторное повышение норадренергической активности в ответ на D2-блокаду.
Кроме того, обнаружено, что акатизия, как и синдром беспокойных ног, может усиливаться при назначении периферического D2-блокатора домперидона (мотилиума), который не проникает через гемато-энцефалический барьер. Это предположительно указывает на участие в патогенезе акатизии, помимо центральных, также и периферических дофаминергических механизмов.
Различия в реакции на нейролептические средства позволяют понять, что острая акатизия и поздняя акатизия при внешней схожести могут иметь различную патофизиологическую основу — в основе поздней акатизии может лежать, в частности, гиперчувствительность дофаминовых рецепторов.

## Общее описание
Тяжесть и выраженность акатизии может варьировать от лёгкого ощущения внутреннего напряжения, тревоги или беспокойства (которое может даже не осознаваться самим больным и легко остаться незамеченным врачом даже при внимательном осмотре и подробном расспросе пациента) до полной невозможности сидеть спокойно, сопровождаемой сильнейшей изнурительной тревогой, как бы «снедающей» или грызущей больного изнутри, постоянным чувством утомляемости, усталости и слабости, тяжелейшей депрессией и дисфорией (проявляющейся раздражительностью, нервозностью, импульсивностью и агрессивностью, а иногда — трудно описуемым чувством страха, ужаса или паники).
Акатизия зачастую с трудом поддаётся описанию пациентом и во многих случаях остаётся недиагностированной или диагностируется неверно (интерпретируется врачами как обострение психоза, нарастание возбуждения или тревоги, либо же состояние может быть ошибочно принято за манию, за ажитированную депрессию или тревожное состояние). Трудности диагностики акатизии усугубляются ещё и тем, что акатизия и связанные с ней сильная тревога, страх, дисфория действительно усугубляют психическое состояние больных и могут привести к нарастанию возбуждения, обострению психоза, усилению галлюцинаций и бреда, утяжелению депрессии или к развитию истинной или кажущейся резистентности к нейролептикам и/или антидепрессантам. В тех случаях, когда подобная ошибка в диагнозе случается на фоне применения антипсихотических лекарств (нейролептиков), то есть в контексте вызванной нейролептиками акатизии, очень часто она приводит к ошибочному увеличению доз применяемых нейролептиков, к необоснованному переводу больного на более мощный антипсихотик или необоснованному добавлению дополнительных нейролептиков (например, низкопотентных седативных НЛ). Это, в свою очередь, может усугубить акатизию и другие экстрапирамидные побочные эффекты нейролептиков. Сохранные пациенты нередко описывают происходящее с ними при этом как усиливающееся чувство внутреннего напряжения и дискомфорта или как «химическую пытку».

## Клиническая картина и типичный анамнез
Акатизия представляет собой не отдельный симптом, а сложный клинический синдром или феномен, состоящий из субъективного и объективного компонентов. Субъективный компонент акатизии включает в себя жалобы пациента на субъективный внутренний дискомфорт, внутреннее напряжение, беспокойство, тревогу, раздражительность, бессонницу, потребность двигаться, менять позу, неспособность спокойно сидеть или лежать. Объективный компонент («моторный компонент», моторная акатизия) — это объективно наблюдаемые внешние, двигательные проявления синдрома акатизии.
Самые характерные моторные проявления выраженной акатизии — стереотипные бессмысленные движения ног, обычно вовлекающие обе нижние конечности целиком, от бедёр до щиколоток (пациент топчется на месте, шаркает, при стоянии часто меняет позу; много ходит, нередко по одному и тому же маршруту, например из одного угла помещения в другой; при сидении часто скрещивает и раскрещивает ноги, покачивает ими, ёрзает на стуле, крутится; лёжа в постели, часто двигает ногами, ёрзает, поворачивается и переворачивается в постели, сгибает и разгибает ноги). Тенденция к преимущественному вовлечению нижних конечностей бывает полезна в дифференциальной диагностике акатизии с другими экстрапирамидными расстройствами (например, острой дистонией, поздними дискинезиями, тиками и гиперкинезами). При слабо выраженной акатизии стереотипность, однообразность движений может быть внешне малозаметной или отсутствовать, движения могут казаться осмысленными.
По утверждению российских авторов, двигательная активность, сопровождающая акатизию, может быть различной, но нередко, особенно при значительной выраженности этого синдрома, приобретает стереотипный характер (постукивание пальцами, скрещивание пальцев, «перебирание чёток», покачивание ногами, бесцельное хождение из угла в угол и т. д.).
Стремление постоянно двигаться в ряде случаев достигает такой степени, что пациенты ходят из конца в конец отделения, не могут поговорить с врачом (едва остановившись, они сразу же должны продолжать ходьбу); приём пищи тоже сопровождается перерывами, обусловленными необходимостью двигаться, ходить.
При нейролептической акатизии возможно возникновение синдрома «периодических движений конечностями» во время ночного сна и синдрома беспокойных ног.
При сильной выраженности акатизии тенденция к преимущественному вовлечению нижних конечностей становится менее заметной, и выраженная акатизия может затрагивать практически всё тело — как правило, она распространяется по мере увеличения выраженности «снизу вверх» (начиная с ног, на область таза, поясницу и нижнюю часть туловища, затем на верхнюю часть туловища, верхние конечности, лицо и даже глаза, которые пациент с акатизией может часто переводить с одного предмета на другой). В результате пациент с выраженной акатизией может непрерывно «крутиться» и «извиваться», «корчиться», «покачиваться» или раскачиваться вперёд и назад либо же из стороны в сторону всем туловищем и даже всем телом, принимая порой странные позы, иногда даже прибегая к ужимкам, прыжкам, бегу или внезапно вскакивая с кровати или кресла, «выкручиваться» из вязок в попытках добиться облегчения состояния (это может быть ошибочно воспринято как «дурашливое гебефреническое или кататоническое возбуждение»).
Иногда встречаются необычные, атипичные проявления акатизии, которые могут не вовлекать нижние конечности и вообще нижнюю половину туловища. Описан, например, случай акатизии затылочных мышц и глазодвигательных мышц, при котором пациент постоянно разгибал и сгибал шею, переводил взгляд с одного предмета на другой (этот симптом даже был ошибочно сочтён нистагмом) без вовлечения мышц ног. Была также описана вызванная антипсихотической терапией унилатеральная (левосторонняя) акатизия у пациента с шизоаффективным расстройством, причём у того же пациента во сне отмечались, наоборот, периодические движения конечностей на противоположной, правой стороне. Хотя у данного пациента обнаружить какую-либо органическую причину акатизии не удалось, авторы, описавшие данный случай, отмечают, что во всех подобных случаях необычная клиническая картина акатизии должна вызывать у врача подозрение на наличие органической причины, например опухоли мозга, абсцесса мозга или инфаркта мозга, инсульта, и приводить к назначению соответствующих обследований. Другими авторами описаны ещё четыре случая, когда у пациентов развились унилатеральная акатизия и одновременные унилатеральные проявления других экстрапирамидных расстройств (лекарственного паркинсонизма и/или дистонии) без каких-либо заметных органических причин.
Субъективный компонент акатизии может наблюдаться и отдельно от объективных моторных проявлений (в их отсутствие), особенно при слабо выраженной акатизии. Во многих случаях, особенно при нерезко выраженной акатизии, пациент способен полностью или частично подавлять усилием воли её внешние моторные проявления, скрывать их или активно диссимулировать (например, опасаясь, что это состояние будет неверно воспринято психиатром как «возбуждение» или как «обострение психоза» и в результате пациенту увеличат дозу антипсихотика).
Субъективный компонент акатизии может быть подразделён на сенсорный компонент, или сенсорную акатизию (которая субъективно описывается пациентами как «покалывание в ногах», «выкручивание» или «выворачивание» суставов или мышц, неясное «жжение» или «зуд» в ногах, причём в глубине, в мышцах или суставах, а не по коже; как неясная потребность двигаться, двигать ногами и временное облегчение этих ощущений, испытываемое при движении), и психический компонент, или психическую акатизию (субъективно описываемую пациентами как «тревога», «страх», «внутреннее напряжение», «беспокойство», «невозможность расслабиться», «неспособность сидеть или лежать спокойно», «бессонница, невозможность уснуть, крутилки в постели; ночные пробуждения из-за желания ходить», «хочется выпрыгнуть из своей кожи»).
Акатизия обычно нарастает к вечеру и может приводить к мучительной длительной бессоннице, заставляя больных вновь и вновь подниматься; пациенты ночью постоянно находятся в движении, ходят, меняют положение тела. При этом возникает инверсия ритма сна с бессонницей ночью и сонливостью в течение дня.
Очень значим тот факт, что ощущения, характерные для субъективного компонента акатизии, нередко очень трудно формализовать и адекватно описать, передать словами (гораздо труднее, чем, например, тревогу или депрессию), и по этой причине жалобы пациентов часто бывают расплывчатыми, неконкретными и непонятными врачу. Одно из возможных объяснений этого феномена (крайней трудности описания субъективного дискомфорта при акатизии) заключается в том, что акатизия, в отличие от, например, тревоги или депрессии, лежит далеко за пределами нашего «нормального» чувственного опыта. Герман Берриос, выдающийся исследователь как акатизии, так и феномена деперсонализации и дереализации, указывает, что ощущения, испытываемые пациентами при деперсонализации и дереализации, так же трудно формализуемы и неконкретны, как и при акатизии, и причиняют столь же выраженный дискомфорт, который невозможно выразить словами; в результате они так же часто неправильно интерпретируются врачами, что может быть объяснено «запредельностью» и необычностью чувственного опыта при деперсонализации-дереализации и при акатизии.
Как следствие акатизии может развиться повышенная лабильность аффекта, например повышенная плаксивость или раздражительность, вспыльчивость, повышенная возбудимость, импульсивность или агрессивность. Интересно, что у некоторых больных наблюдается противоположный клинический ответ на СИОЗС или нейролептики — в форме уменьшения колебаний аффекта, снижения спонтанности и импульсивности, развития апатии и адинамии (снижения спонтанной двигательной активности) вплоть до возникновения эмоционального уплощения, что получило названия SSRI apathy syndrome и Neuroleptic-induced deficiency syndrome (NIDS) соответственно в случае СИОЗС и нейролептиков. Причины такого различия в реакциях различных пациентов на одни и те же препараты неизвестны, поскольку исследований в этой области пока недостаточно. Вместе с тем известно, что SSRI apathy syndrome и NIDS представляют собой, как правило, отсроченные, поздние последствия длительного лечения СИОЗС или антипсихотиками. В то же время акатизия более характерна для острой фазы лечения. Кроме того, между акатизией и этими двумя клиническими синдромами нет ни антагонизма, ни прямой корреляции: наличие или отсутствие у больного акатизии ещё не означает, что у него не разовьётся позднее NIDS или SSRI apathy, но не означает и обратного.

Джек Генри Эббот, осуждённый убийца, в 1981 году так описывал свои ощущения после принудительного приёма антипсихотических препаратов:
Эти лекарства, лекарства этой группы не успокаивают и не снимают нервного напряжения. Они подавляют и атакуют. Они атакуют вас изнутри, настолько глубоко изнутри, что вы не в состоянии найти источник своей душевной боли и дискомфорта... Мышцы ваших челюстей сходят с ума и отказываются повиноваться вам, они судорожно сжимаются, так что вы кусаете внутреннюю сторону щек, губы или язык, ваши челюсти щёлкают, зубы стучат, и боль пронизывает вас насквозь. И каждый день такое длится часами. Ваша спина становится жёсткой, напряжённой и ужасно прямой, так что вы с трудом можете двигать головой или шеей в стороны, согнуться или разогнуться, а иногда ваша спина сгибается против вашей воли и вы не можете стоять ровно. Внутренняя боль пронизывает вас и плывет по вашим нервным волокнам. Вы страдаете от болезненного беспокойства, и вы чувствуете, что вам надо подвигаться, пройтись, прогуляться и это облегчит вашу тревогу. Но как только вы начинаете двигаться или ходить, вы устаёте и снова чувствуете тревогу, вы чувствуете, что делаете что-то не то и вам нужно присесть и отдохнуть. И так повторяется снова и снова, снова и снова, вы ходите, садитесь, снова вскакиваете и ходите и снова садитесь. Чувствуя боль, источник которой вы не можете найти, вы сходите с ума от тревоги, она снедает вас изнутри, и вы не можете найти облегчения даже в дыхании.
Jack Henry Abbot
In the Belly of the Beast (1981/1991). Vintage Books, 35-36. Quoted in Robert Whitaker, Mad in America (2002, ISBN 0-7382-0799-3), 187.

## Классификация
Акатизию подразделяют в зависимости от её доминирующих или основных проявлений на:
- преимущественно моторную акатизию[3] (преимущественно двигательное беспокойство, непоседливость, неусидчивость), которая в пределе (при наличии только моторных проявлений) превращается в так называемую псевдоакатизию, или «псевдоакатизию I типа»[3];
- преимущественно психическую акатизию[3] (тревога, внутреннее напряжение, беспокойство, раздражительность, не обязательно проявляющиеся в двигательной сфере);
- преимущественно сенсорную акатизию[3] (своеобразные ощущения «кручения», «выворачивания», «зуда», или «чесотки», или «потягивания» в мышцах или суставах, не всегда реализующиеся в конкретные двигательные акты и нередко трактуемые лечащими врачами как сенестопатии); в пределе, как и преимущественно психическая акатизия, может при сравнительно лёгких формах акатизии вообще не иметь видимых двигательных проявлений, что в обоих случаях получило название «псевдоакатизии II типа»[3];
- классическую акатизию, для которой характерна более или менее равномерная представленность в клинической картине как субъективных (психического и сенсорного), так и объективного компонента акатизии[3].

Нередко употребляется термин «псевдоакатизия» без уточнения его типа — под данным термином подразумевается двигательное беспокойство при отсутствии психических симптомов акатизии. Используется также сходный термин «тасикинезия» — согласно А. Тимкову, К. Кирову (1976), при тасикинезии отсутствуют свойственные акатизии мучительные ощущения, потребность в движениях является первичной тенденцией, определяется как непреодолимый внутренний напор.
Существование псевдоакатизии I типа ряд специалистов подвергает сомнению: так, утверждается, что пациент может попросту замалчивать или активно скрывать, диссимулировать акатизивные жалобы и наличие субъективного дискомфорта, или же просто не понимать, что с ним происходит, или недооценивать важность этих жалоб в силу когнитивных нарушений, низкого уровня интеллекта и образования либо в силу общего психического состояния, дезорганизации психической деятельности, наличия выраженного психоза или аффективного синдрома, будь то депрессия или мания.
Выделяют также обездвиженную акатизию — крайне неприятные физические ощущения («ужас в ногах»), возникающие у пациентов с болезненной акатизией при появлении паркинсонической скованности тела.
В зависимости от времени развития акатизии в процессе лечения её подразделяют на:
- острую акатизию (acute akathisia), возникающую в первые дни и недели, а иногда даже в первые часы или десятки минут от начала лечения антипсихотиками или антидепрессантами;
- подострую и хроническую акатизию (chronic akathisia), возникающую в первые недели или месяцы терапии, но, в отличие от поздней акатизии, постепенно уменьшающуюся или исчезающую после отмены препарата или снижения его дозы;
- акатизию отмены (withdrawal akathisia), возникающую обычно в сроки до двух недель после снижения дозы или отмены препарата; постепенно она уменьшается и проходит обычно к сроку около 6 недель; если же «акатизия отмены» сохраняется дольше, то, по всей вероятности, это в действительности поздняя акатизия, описанная ниже);
- позднюю, или тардивную акатизию (tardive akathisia), обычно возникающую спустя много месяцев, а иногда и лет лечения антипсихотиками или антидепрессантами; поздняя акатизия может временно усиливаться при снижении дозы или отмене препарата, может временно маскироваться или исчезать при повышении дозы и затем проявляться вновь в усиленной форме, сохраняется длительное время — месяцы или годы, а иногда и пожизненно — даже после отмены вызвавшего её препарата, а если и уменьшается со временем после отмены, то, как правило, медленно.

Иногда утверждается, что поздняя и хроническая акатизия могут возникать исключительно вследствие применения нейролептиков, в отличие от острой акатизии, возникновение которой ассоциируется не только с приёмом нейролептиков, но и с приёмом некоторых других препаратов.

## Осложнения
Частым последствием акатизии, вызванной нейролептиками или антидепрессантами, являются отказы от лечения (отсутствие комплаенса к лечению), недоверие или враждебность по отношению к врачам и медперсоналу, страх перед лечением и лекарствами. В наиболее крайних случаях отказа от лечения, вызванного акатизией, пациенты, получающие нейролептики по поводу психотических расстройств или тошноты, могут пытаться убежать из стационара вследствие вызванных препаратами мучительных ощущений. С учётом способности пациентов к диссимуляции и сокрытию как субъективных жалоб, так и внешних моторных проявлений акатизии, порой ошибочно кажется, что единственным её проявлением является «необъяснимый» негативизм пациента по отношению к лечению или внезапный отказ от него.
Акатизия может также приводить к невозможности полноценного участия пациента в психотерапии или в трудовых и социореабилитационных мероприятиях, к неспособности пациента воспринимать и усваивать психотерапию, выполнять задания.
Акатизия, особенно в случае её значительной выраженности, может обусловливать проявление у пациента агрессивного или импульсивного поведения, самоповреждение или причинение вреда окружающим людям, животным, предметам обстановки, даже вызывать возникновение или актуализацию суицидальных мыслей и тенденций, приводить к суицидальным попыткам и завершённым суицидам.
Своевременно не купированная или неадекватно леченная акатизия иногда приводит к развитию феномена полной непереносимости (интолерантности, отрицательной резистентности) антипсихотиков, антидепрессантов и других психофармакологических препаратов, способных её вызывать; при повторных попытках назначения этих или даже других препаратов аналогичного класса акатизия порой быстро возникает вновь даже при малых дозах (вероятно, это обусловлено механизмом, сходным с механизмом развития идиосинкразических реакций индивидуальной непереносимости, или же возникает на основе психологических факторов, по механизму, по которому возникает «рвота ожидания» у онкологических больных при повторных воздействиях химиотерапии и радиации).
Наличие акатизии может ухудшать течение любого психического заболевания, усиливать проявления любой присутствующей у пациента психопатологии и даже приводить к развитию резистентности к психофармакотерапии (к антидепрессантам, нейролептикам и другим психофармакологическим средствам). В частности, акатизия способна усиливать проявления психоза, особенно возбуждение, тревогу, дезорганизацию мышления и поведения, галлюцинаторные и бредовые феномены, аффективную симптоматику (депрессивную или маниакальную). Успешное лечение (купирование) акатизии центральными холинолитиками и/или β-блокаторами приводит к быстрому общему клиническому улучшению, к уменьшению и суммарных показателей шкал BPRS и PANSS, и таких конкретных показателей, как галлюцинации, бред, дезорганизованность мышления, нарушения поведения, агрессия, мания и депрессия.
Акатизия и характерная для неё излишняя двигательная активность может усугублять у пациентов, страдающих коморбидной социальной тревожностью, характерное для них ощущение собственной «неадекватности», «неуместности в обществе», стыдливость, застенчивость, избегание социальных контактов. Вызываемая акатизией тревожность может способствовать возникновению панических атак и мешать проявлению антипанической и противотревожной активности антидепрессантов и антипсихотиков, вызывать резистентность к ним. Между тем купирование акатизии повышает эффективность лечения тревожных расстройств и тревожной симптоматики в рамках других заболеваний. Акатизия может усиливать и обсессивно-компульсивные проявления (навязчивые мысли, страхи, ритуалы), мешать проведению психотерапии при обсессивно-компульсивном расстройстве.
Одно из самых нежелательных осложнений нелеченной акатизии — развитие у пациентов ятрогенного синдрома деперсонализации-дереализации (ДП/ДР) как защитной реакции психики на акатизию и на вызываемую ею тяжёлую, порой непереносимую тревогу и дисфорию. Синдром ДП/ДР, возникший на фоне акатизии, трудно (как и любой другой синдром ДП/ДР) поддаётся лечению и часто проявляет высокую степень резистентности к различным вариантам лечения; с этим связано увеличение суицидального риска и ухудшение качества жизни пациентов и возможное развитие вторичных психопатологических феноменов (например, деперсонализация сама по себе может явиться причиной вторичной тревоги, депрессии или социальной тревожности, «зацикленности на своём состоянии» и т. п.).
Вследствие сильного негативного влияния акатизии на любую имеющуюся у пациента психопатологию (например, тревожного расстройства, депрессии или психоза), склонности этой имеющейся психопатологии «выступать на первый план» в клинической картине, трудностей сформулировать и выразить словами испытываемые пациентом при акатизии ощущения, общеизвестной склонности лиц с психическими расстройствами скрывать и диссимулировать свои ощущения и переживания, их способности подавлять усилием воли внешние моторные проявления акатизии, а иногда и вследствие маскирующего влияния деперсонализации на акатизию она часто не распознаётся, недооценивается по степени тяжести или неверно диагностируется врачами и расценивается, например, как «усиление тревоги», «обострение психоза», «психомоторное возбуждение», «недостаточная эффективность терапии». Это обусловливает неверный выбор терапевтической тактики, нередко — повышение дозы антипсихотика или антидепрессанта либо даже добавление второго антипсихотика или антидепрессанта, вследствие чего пациенту нередко становится ещё хуже.
У больных с психозами акатизия и связанные с нею ощущения могут получать бредовую окраску и интерпретацию; кроме того, необычность сенсорных ощущений при акатизии приводит к тому, что лечащий врач эти ощущения может ошибочно принять за сенестопатии, и это также осложняет проблему правильной диагностики состояния и выбора правильной лечебной тактики.
Длительно существующая акатизия может приводить к развитию специфических патологических изменений личности, изменений характера. По утверждению В. М. Банщикова и Т. А. Невзоровой, пациенты с акатизией «становятся навязчивы, даже назойливы, слащавы, заискивающи, тревожны и мнительны, ипохондричны, постоянно просят корректоры, снотворные и транквилизаторы, раздражительны, особенно когда им в этом отказывают».
Пытаясь добиться облегчения симптомов акатизии, некоторые из пациентов много курят, злоупотребляют алкоголем, транквилизаторами, центральными холинолитиками, прегабалином, различными психоактивными веществами (например, каннабиноидами, психостимуляторами). При этом, хотя алкоголь и каннабиноиды способны облегчать акатизию «здесь и сейчас», злоупотребление ими само по себе может вызывать или усугублять акатизию, особенно на фоне синдрома отмены алкоголя или каннабиноидов. Выраженность акатизии при терапии антипсихотиками или антидепрессантами коррелирует с частотой и выраженностью злоупотребления психоактивными веществами, особенно алкоголем и каннабиноидами. Даже однократное недавнее употребление кокаина или другого «уличного» психостимулятора, такого как амфетамин, способствует усилению выраженности экстрапирамидных расстройств, и в частности акатизии. Частота и интенсивность курения табака тоже коррелируют с выраженностью акатизии у лиц с шизофренией; при этом злоупотребление табаком само по себе может вызывать или усугублять акатизию, психомоторное возбуждение, нервозность.

## Диагностика
Диагностика акатизии основывается на наблюдаемых клинических симптомах (двигательных проявлениях акатизии, а также на нередком наличии внешних проявлений других экстрапирамидных расстройств, таких как лекарственный паркинсонизм, тремор, острая дистония), на расспросе пациентов о наличии субъективных жалоб на психические и/или сенсорные проявления акатизия (тревога, беспокойство, внутреннее напряжение, раздражительность, бессонница, депрессия, суицидальные мысли, непоседливость, потребность двигаться, менять положение тела, ощущения типа «ползания мурашек по ногам», «выкручивания мышц или суставов»; жалобы на скованность, двигательную заторможенность, необычные движения при наличии коморбидных экстрапирамидных расстройств) и на тщательном сборе анамнеза (приём, увеличение или снижение дозы препаратов, способных вызвать акатизию; недавнее злоупотребление психоактивными веществами, абстинентный синдром; черепно-мозговые травмы, инсульты, нейроинфекции, болезнь Паркинсона, постэнцефалитический паркинсонизм и другие органические поражения ЦНС, которые тоже могут явиться причиной акатизии; недавняя кровопотеря, противоопухолевая химиотерапия, анорексия, могущие служить причиной дефицита железа, усиливающего проявления акатизии; наличие психических расстройств, которые могут быть причиной спонтанной акатизии или причиной назначения препаратов, способных её вызвать, даже если пациент отрицает их приём; недавняя рвота, онкологическое заболевание, общая анестезия или нарушения функции ЖКТ, которые могут стать причиной назначения противорвотных средств или прокинетиков, и т. д.).
В настоящее время не существует объективных нейрофизиологических, нейровизуализационных или лабораторных методов, способных подтвердить или опровергнуть наличие у пациента акатизии либо помочь в её диагностике, поэтому клиницисту следует опираться лишь на собственное суждение и опыт.
Своевременной и правильной диагностике акатизии и более объективной оценке степени её тяжести способствует использование формализованных шкал, как, например, шкала акатизии Бернса.
Диагностика и дифференциальная диагностика акатизии порой затруднена в силу её сходства с некоторыми другими патологическими состояниями; склонности больных к диссимуляции и сокрытию симптомов; способности акатизии усиливать проявления любой имеющейся психопатологии, из-за чего эта психопатологическая симптоматика выступает на первый план, заслоняя собой или маскируя акатизию; объективной трудности для больного выразить свои ощущения, связанные с акатизией; и т. д. По причине склонности пациентов усилием воли полностью или частично подавлять внешние моторные проявления акатизивного синдрома, склонности к диссимуляции, а порой и трудностей с тем, чтобы осознавать наличие у себя акатизии, выразить свои ощущения словами очень полезно понаблюдать за поведением пациента в ситуации, когда он не знает о том, что за ним наблюдает лечащий психиатр (например, в ожидании приёма, за дверью кабинета, а не непосредственно на приёме, или же в отделении, со слов персонала и родственников).
Учитывая недостаточную выявляемость акатизии в клинической практике, её способность осложнять любую психопатологию, крайнюю важность её своевременного выявления и лечения (что способствует обеспечению комплаентности пациента, предотвращению суицидов и агрессивного поведения, профилактике развития резистентности к антидепрессантам и нейролептикам или их непереносимости), для практического врача гораздо лучше ошибиться в сторону гипердиагностики акатизии и переоценки степени её тяжести и назначить более активное, многокомпонентное лечение акатизии, чем недооценить её тяжесть или пропустить её.
Основным дифференциально-диагностическим вопросом является разграничение акатизии и состояний
психомоторного возбуждения. Исследование, опубликованное в 2006 году Д. Хили, А. Герксгеймером и Д. Менкесом в Великобритании, указывает на то, что акатизия очень часто неверно диагностируется и описывается в сообщениях о частоте побочных эффектов антидепрессантов в клинических исследованиях как «возбуждение», «бессонница», «тревога», «гиперкинетический синдром» или «двигательная гиперактивность». Таким образом, действительная частота возникновения акатизии при лечении антидепрессантами в РКИ систематически недооценивается, что приводит к публикации неверных сведений в справочниках и инструкциях к лекарствам и неверной оценке риска возникновения акатизии практикующими врачами.
В этом исследовании также показано, что акатизия нередко трактуется ошибочно и слишком узко как моторная акатизия — простое двигательное беспокойство, которое более точно может быть описано как дискинезия. При этом не учитывается вероятность того, что больной может испытывать психическую (немоторную) акатизию, не проявляющуюся выраженным усилением двигательной активности, но внутренне ощущаемую как тревогу, дискомфорт, беспокойство или напряжение, или же испытывать сенсорную акатизию — ощущения «зуда», «покалывания» или «потягивания» в мышцах и суставах, не обязательно приводящие к видимым частым сменам поз. Кроме того, Хили и соавторы показали, что существует тесная связь между вызванной антидепрессантами или нейролептиками акатизией и опасным поведением, агрессивностью и импульсивностью, включая внезапные суициды и побеги из больниц, и что акатизия может ухудшать психическое состояние больных и приводить к обострению изначально существовавшей у больного психопатологии (в частности, психозов, депрессий, маний или тревожных состояний). Исследование также констатирует, что накоплена большая доказательная клиническая база, устанавливающая связь акатизии с применением СИОЗС, и что больные, получающие СИОЗС, приблизительно в 10 раз чаще бросают лечение вследствие трудно переносимой акатизии, чем больные, получающие плацебо (5 % против 0,5 %).

## Лечение

### Общие мероприятия
Лечение акатизии зависит от её этиологии, поэтому в первую очередь необходимо точное определение вызвавшей акатизию причины. Поскольку в клинической практике подавляющее большинство среди пациентов с акатизией составляют пациенты с лекарственно индуцированной акатизией, среди которых, в свою очередь, большинство составляют пациенты, получающие антипсихотики и/или антидепрессанты, то первым шагом в алгоритме лечения этого синдрома должен явиться анализ текущей лекарственной схемы больного и определение в её составе препаратов, которые могут быть потенциальными виновниками развития акатизии.
Следующим шагом, если это возможно, должно стать снижение дозы или отмена препаратов, способных вызвать акатизию, либо замена их на другие лекарственные средства, с меньшим экстрапирамидным потенциалом (например, замена типичного антипсихотика на атипичный, а среди атипичных — замена, например, рисперидона на кветиапин или оланзапин, оланзапина — на кветиапин), если это позволяет психическое состояние пациента и особенности течения его заболевания. Данный шаг не всегда возможен по объективным причинам, в частности из-за психического состояния пациента и риска его ухудшения при отмене препарата, при снижении его дозы или замене другим психотропным препаратом, а нередко и по финансовым, организационным причинам (отсутствие необходимых лекарств, их неприемлемая дороговизна), в некоторых случаях — по причине плохой переносимости альтернативных препаратов из-за других побочных эффектов.
При оценке эффективности такого мероприятия, как снижение дозы, отмена или замена препарата, следует учитывать возможность «наложения» на уже имеющуюся у пациента акатизию так называемой «акатизии отмены» и в результате — временного ухудшения его состояния. Необходимо оценить психическое состояние и степень уменьшения акатизии через несколько недель (от 2 до 6 недель) после снижения дозы, отмены или замены препарата и не совершать поспешных выводов о неэффективности этой меры в плане купирования акатизии либо об «ухудшении психического состояния», «обострении психоза», «нарастании возбуждения» при снижении дозы или замене препарата, так как это кажущееся ухудшение может в действительности объясняться акатизией отмены.
Кроме того, в качестве важного компонента лечения акатизии должна быть рассмотрена возможность назначения лекарств, способных потенцировать (усилить) нужные эффекты антипсихотиков или антидепрессантов без потенцирования их экстрапирамидных побочных эффектов: это может позволить снизить дозы препаратов, индуцировавших акатизию. К примеру, лития карбонат неэффективен в отношении акатизии как таковой, однако потенцирует антиманиакальный эффект нейролептиков и способен помочь быстрее редуцировать психотическое возбуждение, агрессивность, импульсивность. Литий может также потенцировать действие антидепрессантов; в случае его эффективности у пациента это позволяет снизить дозы нейролептиков и антидепрессантов, требуемые для нормализации его психического состояния, — что, в свою очередь, способно уменьшить акатизию или снизить риск её возникновения. Однако при назначении дополнительных лекарств следует учитывать их собственную токсичность и побочные эффекты и взвешивать соотношение «польза/вред для больного» в каждом случае индивидуально.
Важно также скорректировать дефициты железа и цинка, если они присутствуют. Назначение препаратов магния показано вне зависимости от наличия или отсутствия дефицита магния, поскольку магний положительно влияет на симптоматику экстрапирамидных расстройств, обладает седативным, противотревожным, антидепрессивным и миорелаксирующим действием. При выраженной акатизии оправдано внутримышечное или внутривенное назначение магния сульфата курсом.

### Антипаркинсонические препараты
Чаще всего для лечения акатизии, вызываемой антипсихотиками, назначаются антипаркинсонические препараты из группы центральных холинолитиков, такие как тригексифенидил (циклодол), бипериден (акинетон), бензтропин. Эти препараты настолько часто назначаются одновременно с антипсихотиками для профилактики или устранения их экстрапирамидных побочных действий, что их даже нередко называют «корректорами» побочных эффектов нейролептиков. Однако эти средства значительно более эффективны при профилактике и лечении истинных экстрапирамидных побочных действий нейролептиков, таких как острые дискинезии (мышечные спазмы), напряжение и ригидность мышц, тремор, лекарственный паркинсонизм (скованность в движениях, адинамия, бради- или акинезия/гипокинезия). Они недостаточно эффективны или малоэффективны (во всяком случае в качестве монотерапии) при акатизии, поскольку акатизия представляет собой не истинный экстрапирамидный побочный эффект, а сложный психосоматический феномен, причины и механизмы развития которого до настоящего времени полностью не изучены.

### Другие холинолитические и антигистаминные средства
Другие препараты с сильным центральным холинолитическим и/или антигистаминным эффектом, не относящиеся формально к группе антипаркинсонических средств, также могут быть использованы в лечении акатизии. Например, дифенгидрамин (димедрол), гидроксизин (атаракс) или малые дозы трициклических антидепрессантов с выраженной холинолитической и антигистаминной активностью (к примеру, амитриптилин), малые дозы седативных нейролептиков с сопутствующей холинолитической и антигистаминной активностью (в частности, хлорпромазин или левомепромазин, хлорпротиксен). Дополнительным плюсом использования этих препаратов может оказаться их выраженная седативная и снотворная активность, позволяющая снять или уменьшить тревогу, страх, внутреннее напряжение, возбуждение или бессонницу, как связанные, так и не связанные с акатизией. Нередко эти препараты (особенно седативные нейролептики) назначаются в тех случаях, когда у врача возникают затруднения в дифференциальной диагностике состояния — обусловлено ли оно акатизией или обострением психоза, нарастанием возбуждения и тревоги (по принципу «поможет и от того, и от другого»).

### Бензодиазепины
Уменьшению акатизии способствуют и бензодиазепиновые транквилизаторы, такие как клоназепам, диазепам, лоразепам, феназепам. Эти препараты способствуют к тому же устранению или уменьшению тревоги, возбуждения и бессонницы, не связанных с акатизией, и потенцируют седативное (но не антипсихотическое) действие нейролептиков, помогая быстрее купировать возбуждение, маниакальное состояние или обострение психоза. Поэтому они тоже часто назначаются в тех случаях, когда затруднительно провести точную дифференциальную диагностику состояния.
Бензодиазепины в значительно меньшей степени устраняют двигательный компонент акатизии, чем обусловленный ею субъективный дискомфорт, тревогу, возбуждение, бессонницу, поэтому целесообразно их сочетание с бета-блокаторами и/или центральными холинолитиками-корректорами. Показано, что пациенты с акатизией, которым бензодиазепины назначены обоснованно, не склонны ими злоупотреблять и могут годами принимать стабильную дозу.

### Бета-блокаторы
Кроме того, при акатизии эффективны липофильные (проникающие в центральную нервную систему) бета-блокаторы, такие как пропранолол, бетаксолол, надолол или метопролол. Некоторые врачи считают их наиболее эффективным средством лечения акатизии. При резистентной акатизии или акатизии с симптомами паркинсонизма бета-блокаторы можно применять в сочетании с антихолинергическими препаратами.
Бета-блокаторы также помогают уменьшить связанные с применением нейролептиков или антидепрессантов тахикардию, тремор, снижают тревожность (в основном за счёт уменьшения внешних вегетативных проявлений тревоги и прерывания положительной обратной связи тревога — вегетативные проявления — тревога). Бета-блокаторы могут и несколько усиливать антипсихотический и антиманиакальный эффект нейролептиков. Пиндолол (вискен) имеет преимущество при применении с СИОЗС и СИОЗСиН, поскольку, по всей видимости, потенцирует эффект серотонинергических антидепрессантов, а не только уменьшает вызываемую ими акатизию.

### Альфа-блокаторы
Наблюдение о том, что в основе низкой склонности илоперидона вызывать акатизию и другие экстрапирамидные расстройства лежит его сильная α1-адреноблокирующая активность и что блокада α1-адренорецепторов префронтальной коры приводит к увеличению высвобождения дофамина в нигростриарном пути, привело к выводу о возможности использовать для лечения акатизии, вызванной другими препаратами (не илоперидоном), такие селективные α1-адреноблокаторы, как празозин, доксазозин. Данное лечение оказалось эффективным не только в редукции акатизии, но и в уменьшении ночных кошмаров, при которых тоже эффективны эти препараты.
Теория норадренергического происхождения акатизии послужила теоретической основой для успешного применения при акатизии таких антиадренергических препаратов, как центральные α2-агонисты клонидин и гуанфацин, имидазолиновые I1-агонисты моксонидин (физиотенз) и рилменидин и даже симпатолитики резерпин и тетрабеназин, порой сами способные вызывать акатизию.

### Препараты с антисеротониновой активностью
При акатизии эффективны также блокаторы 5-HT2-рецепторов, в частности антигистаминный препарат ципрогептадин (перитол), специфический серотониновый антагонист ритансерин, антидепрессанты миансерин, тразодон, миртазапин.
К этому же варианту терапии относят и применение в лечении акатизии низких доз некоторых атипичных антипсихотиков (кветиапин, клозапин) или низкопотентных типичных антипсихотиков (левомепромазин, хлорпротиксен, алимемазин, хлорпромазин и др.) с сильным 5-HT2-блокирующим и слабым D2-блокирующим действием в дополнение к основному высокопотентному антипсихотику. Однако, возможно, эффективность данной тактики связана также с М-холинолитическим, α1-адреноблокирующим и/или H1-антигистаминным действием этих препаратов. В целом применение данной тактики не рекомендуется, поскольку степень D2-блокады и выраженность экстрапирамидных расстройств может усилиться даже при малых дозах второго, седативного антипсихотика, например вследствие нежелательных фармакокинетических взаимодействий с основным антипсихотиком, а подобрать нужное соотношение 5-HT2- и D2-блокады при этой тактике труднее, чем при добавлении к антипсихотику «чистого» 5-HT2-блокатора без D2-блокирующей активности типа миртазапина, миансерина или тразодона.

### Антиконвульсанты
Нередко при акатизии оказываются высокоэффективными ГАМКергические препараты: вальпроаты, габапентин, прегабалин, баклофен, карбамазепин, пирацетам. Некоторые из этих препаратов, при учёте их профиля побочного действия и наличия других положительных психотропных эффектов, в частности нормотимического, ноотропного или противотревожного, могут быть рассмотрены в качестве одного из компонентов терапии первой линии при акатизии — как при монотерапии, так и в сочетании с другими препаратами.
Вальпроат способен потенцировать антиманиакальное действие нейролептиков, редуцировать возбуждение, агрессивность и импульсивность, что может позволить снизить дозы нейролептиков. В литературе описаны случаи, когда назначение препаратов вальпроевой кислоты, габапентина или прегабалина позволяло избежать применения нескольких препаратов и ограничиться монотерапией при полном отсутствии видимой акатизии у больного.

### Слабые опиоиды
Эффективны при акатизии также слабые опиоиды — кодеин, гидрокодон, пропоксифен. При этом в исследованиях особо отмечается, что больные, страдающие акатизией, подобно больным с сильными хроническими болями, в целом не склонны к самовольному превышению доз опиоидов и к развитию истинной наркотической зависимости. Показано также, что у больных с акатизией, вызванной нейролептиками, недостаточно активна эндогенная опиоидная система.

### Дофаминергические препараты
В особо резистентных к терапии случаях акатизии могут быть осторожно применены амантадин или D2-агонисты (бромокриптин, прамипексол, пирибедил), однако следует иметь в виду, что эти препараты могут вызывать обострение психоза и уменьшить антипсихотический эффект нейролептиков. Тем не менее риск обострения психотической симптоматики при использовании данных препаратов невелик, поскольку они преимущественно влияют на D2-рецепторы нигростриарной системы, относительно мало влияя на D2-рецепторы мезолимбической системы, блокадой которых обусловлено антипсихотическое действие нейролептиков. Дополнительное преимущество такого подхода заключается в возможной коррекции сопутствующей гиперпролактинемии, негативной симптоматики и депрессивных нарушений. Описаны даже случаи, когда пациенты с резистентными психозами выходили в ремиссию именно после добавления дофаминергических средств, несмотря на опасения, что данные препараты могут ослабить антипсихотическое действие нейролептиков, и это обусловлено в значительной мере устранением неблагоприятного влияния акатизии и гиперпролактинемии на сопутствующую психопатологию.

### Другие препараты
В случае недостаточной эффективности препаратов первой линии (к которым относятся центральные холинолитики-корректоры, бета-блокаторы, 5-HT2-блокаторы, бензодиазепины и другие ГАМКергические препараты, антиадренергические и дофаминергические препараты) дальнейший подбор лечения при акатизии во многом должен быть основан на эмпирических наблюдениях и отдельных кейс-репортах, поскольку данных РКИ по лечению акатизии «за пределами первой линии» очень мало. Так, отмечалась эффективность витамина B6, антиоксидантов (витаминов E и C) и омега-3 жирных кислот, тизанидина, при отмене которого экстрапирамидные расстройства возникли снова, N-ацетилцистеина, мемантина, тестостерона у мужчин и низкодозированного пластыря тестостерона у женщин, прегненолона, дегидроэпиандростерона (ДГЭА) у обоих полов, эстрогеновой заместительной терапии у женщин в постклимактерическом периоде, буспирона, мелатонина, при отмене которого наблюдалась акатизия и дискинезии отмены.
По некоторым данным, могут быть эффективны ноотропные препараты — пирацетам, пантогам, пикамилон.

### Политерапия
Большинству пациентов с акатизией (особенно с тяжёлой, выраженной) не помогает монотерапия и требуется комбинированное применение 2—3 и более препаратов, например антипаркинсоническое средство (циклодол) + бензодиазепиновый транквилизатор (диазепам) + бета-блокатор (пропранолол).

### Лечение поздней акатизии
При поздней акатизии следует по возможности отменить препарат, заменить его атипичным нейролептиком (клозапином, оланзапином) либо же, по крайней мере, снизить дозу. После отмены препарата регресс симптомов наблюдается в течение нескольких месяцев или лет. Бета-блокаторы и холинолитики при поздней акатизии малоэффективны. Препаратами выбора являются симпатолитики (резерпин, тетрабеназин), оказывающие положительное действие более чем у 80 % пациентов. Опиаты эффективны при поздней акатизии в той же мере, что и при острой. При дефиците железа (по некоторым данным, он может быть одним из факторов развития акатизии) необходимо его возмещение. В резистентных случаях положительный эффект иногда оказывает электросудорожная терапия.

## Профилактика
Как и любое другое осложнение лечения, акатизию гораздо легче профилактировать, чем лечить в случае её возникновения. К мерам профилактики лекарственной акатизии относятся:
- предпочтительное использование атипичных, а не типичных антипсихотиков, причём по возможности — атипичных с наименьшим потенциалом развития экстрапирамидных расстройств, и акатизии в частности (например, кветиапина, илоперидона, а не рисперидона, арипипразола), а среди типичных — тоже предпочтительно препаратов с меньшим потенциалом экстрапирамидных расстройств (например, зуклопентиксола или флупентиксола, а не галоперидола), если это позволяет состояние пациента;
- использование минимально необходимых доз антипсихотиков и антидепрессантов, отказ от необоснованного завышения доз, особенно у таких чувствительных к экстрапирамидным расстройствам категорий пациентов, как дети и подростки, лица пожилого и старческого возраста, беременные, пациенты с органическими поражениями ЦНС, с черепно-мозговой травмой в анамнезе и др.;
- по возможности отказ от использования антипсихотиков или от повышения их доз в целях достижения неспецифической седации или купирования психомоторного возбуждения (при психозах, в случае если стандартные антипсихотические дозы того или иного нейролептика не помогают в должной мере обеспечить седацию, лучше добавить высокопотентный бензодиазепин, а не повышать дозу нейролептика);
- отказ от необоснованной полинейролепсии (сочетания двух или более антипсихотиков), которая значительно увеличивает риск развития экстрапирамидных расстройств, в том числе акатизии;
- учёт возможных лекарственных взаимодействий при назначении комбинированной терапии (например, ряд СИОЗС могут повышать концентрацию в крови антипсихотиков, и по этой причине риск возникновения экстрапирамидных расстройств, и акатизии в частности, возрастает; такими же свойствами обладают, в частности, кетоконазол, кларитромицин);
- если необходимо назначить препарат с высоким потенциалом развития акатизии (типичный антипсихотик и ряд атипичных, такие как рисперидон, арипипразол в антипсихотических дозах, СИОЗС и др.), желательно одновременное профилактическое назначение холинолитических корректоров и/или бензодиазепиновых транквилизаторов, бета-адреноблокаторов, по крайней мере на начальном этапе лечения, до адаптации к препарату;
- по возможности плавно наращивать дозы антипсихотиков и антидепрессантов в начале лечения, а также плавно их снижать (для профилактики развития акатизии отмены) в конце лечения, если это позволяет состояние больного;
- в качестве противорвотных средств в предоперационной премедикации, в онкологии и др. желательно использование сетронов, дексаметазона, домперидона, а не метоклопрамида или антипсихотиков, в связи с более высоким потенциалом развития при их применении экстрапирамидных расстройств, в том числе акатизии.